# Le Piège à loups (film, 1911)
Pour les articles homonymes, voir Le Piège à loups.
Pour plus de détails, voir Fiche technique et Distribution.
Le Piège à loups est un film muet français réalisé par Léonce Perret, sorti en 1911.

## Fiche technique
- Titre : Le Piège à loups
- Réalisation : Léonce Perret
- Scénario :  Léonce Perret
- Photographie :
- Société de production : Société des Etablissements L. Gaumont
- Pays de production :  France
- Format : Noir et blanc — 35 mm — 1,33:1 — Muet
- Genre :
- Métrage : 147 mètres
- Durée : 5 minutes
- Date de sortie :
  - France : 4 mars 1911